# Llanto por un bandido
Llanto por un bandido (internacionalmente Weeping for a Bandit) es una película española dirigida por Carlos Saura. Drama histórico se trata de la primera película en color del director y fue objeto de censura cinematográfica aunque, en 2018, se logró restaurar la versión íntegra de la película. Coproducida con Francia e Italia e interpretada por Francisco Rabal, Lea Massari y Lino Ventura en sus papeles principales. Gracias a su amistad con Saura el director de cine Luis Buñuel apareció en un pequeño papel como El Verdugo.
La cinta fue nominada como mejor película, en la categoría de Oso de Oro, en el Festival de Cine de Berlín de 1964.

## Sinopsis
Recreación de la figura histórica de José María "El Tempranillo" la cinta narra la biografía del bandolero español del siglo XIX que, como muchos otros de la época, combate a las fuerzas realistas del monarca absolutista Fernando VII, dando su apoyo a los liberales, atracando diligencias y desafiando al propio monarca, ganándose un lugar en la leyenda del bandolerismo.

## Reparto
- Francisco Rabal – José María 'El Tempranillo'
- Lea Massari – María Jerónima
- Philippe Leroy – Pedro Sánchez
- Lino Ventura – El Lutos
- Manuel Zarzo – El Sotillo
- Silvia Solar – Marquesa de los Cerros
- Fernando Sánchez Polack – Antonio (acreditado como Fernando S. Polack)
- Antonio Prieto – El Lero
- José Manuel Martín – El Tuerto
- Agustín González – Capitán Leoncio Valdés
- Venancio Muro – Jiménez
- Luis Buñuel – El verdugo
- Antonio Buero Vallejo – El esbirro
- Pablo Runyan - Pintor inglés
- José Hernández - Chico[7]

## Recepción
La cinta obtiene valoraciones positivas entre los usuarios de los portales de información cinematográfica. En IMDb, computados 230 votos, tiene una valoración media de 5,8 sobre 10. Con 550 votos en FilmAffinity obtiene una valoración de 5,9 sobre 10.